# Marco Trebônio
Marco Trebônio (em latim: Marcus Trebonius) foi um político da gente Trebônia nos primeiros anos da República Romana eleito tribuno consular em 383 a.C.. Era pai ou irmão mais velho de Públio Trebônio, tribuno consular em 379 a.C..

## Identificação
A gente Trebônia, de origem plebeia, era considerada antiga e já era distinta entre os romanos em 447 a.C., mas nenhum de seus membros chegaram ao consulado durante a República, época na qual não se encontra nenhum dos membros com algum cognome.

## Terceiro tribunato consular (383 a.C.)
Em 383 a.C., foi eleito pela terceira vez, com Sérvio Sulpício Rufo, Lúcio Emílio Mamercino, Aulo Mânlio Capitolino, Lúcio Valério Publícola e Lúcio Lucrécio Tricipitino Flavo.
Em Roma chegaram diversas notícias de revoltas, dos sobreviventes volscos, dos prenestinos, outra entre os habitantes de Lanúvio, contra os quais foi declarada a guerra, mas que não pôde ser travada naquele ano por conta de mais uma epidemia e da fome resultante que se abateu sobre Roma.